# Magnesiumbromide
Magnesiumbromide is het magnesiumzout van waterstofbromide, met als brutoformule MgBr2. De stof komt voor als hygroscopische witte kristallen, die zeer goed oplosbaar zijn in water. Naast anhydraat komt het ook voor als hexa- en decahydraat.

## Synthese
Magnesiumbromide kan bereid worden uit reactie van magnesiumoxide of magnesiumcarbonaat en waterstofbromide:
{\displaystyle {\ce {MgO + 2HBr -> MgBr2 + H2O}}}
{\displaystyle {\ce {MgCO3 + 2HBr -> MgBr2 + H2O + CO2}}}
Het kan ook rechtstreeks uit de samenstellende elementen bereid worden. Deze reactie wordt in di-ethylether uitgevoerd, omdat het rechtstreeks toevoegen van dibroom aan magnesium een heftige reactie teweegbrengt.
{\displaystyle {\ce {Mg + Br2 -> MgBr2}}}
Een alternatieve manier is door zuiver magnesium toe te voegen aan een oplossing van natriumbromide in ammoniak. Het oplosmiddel wordt vervolgens verdampt en het kristallijne magnesiumbromide blijft als precipitaat achter.

## Toepassingen
Magnesiumbromide is een zeer belangrijk reagens in de organische chemie. Het wordt gebruikt als katalysator en als Grignard-reagens.
Het hexahydraat wordt gebruikt als vlamvertrager.